# Michael McGlynn
Michael Philip McGlynn (Dublin, Irlanda em 1964) conhecido como Michael McGlynn é um compositor, cantor e produtor irlandês. É diretor e fundador do Anúna.

## Discografia selecionada

### Lançamentos com o Anúna
CD e DVD de Anúna lançados com participação de McGlynn quase que exclusivamente. Esta é uma lista selecionada de seus principais lançamentos:
- 1993: ANÚNA (regravado em 2005)
- 1994: Invocation (regravado em 2002)
- 1995: Omnis (Edição Irlandesa)+
- 1996: Omnis (versão internacional inteiramente regravada da liberação 1995)+
- 1996: Deep Dead Blue (remasterizado em 2004)
- 1997: Behind the Closed Eye (remasterizado em 2003)
- 2000: Cynara
- 2006: Sensation
- 2007: Celtic Origins [CD e DVD]
- 2008: Christmas Memories [CD e DVD]
- 2009: Invocations of Ireland [DVD]
- 2009: Sanctus
- 2010: Christmas with Anúna
- 2012: Illumination

+ Ambos os álbuns amalgamados em um único lançamento remasterizado em 2003.

### Outros lançamentos
- "And on Earth Peace: A Chanticleer Mass" Chanticleer, participando "Agnus Dei"
- "Wondrous Love" Chanticleer, participando "Dúlamán"
- "Out of Bounds" Rajaton, participando "The Wild Song"
- "Boundless" Rajaton, participando "Summer Song"
- "Silver River" Matthew Manning, incluídos "Silver River", "Aisling", "Nightfall", "Where All Roses Go"
- "Let Your Voice be Heard" Cantus, participando "Dúlamán"
- "Carmina Celtica" Canty, participando "Lorica"
- "Turn Darkness into Light" Consono, participando "Incantations"
- "Kantika Sakra" Kantika Korala, participando "Sanctus : Sanctua"
- "Aria", by Gerard McChrystal, participando "Aisling", "Behind the Closed Eye" e "From Nowhere to Nowhere" [3]
- "The Siren's Call", de Chanticleer, participando "Amhran na Gaoithe/Song of the Wind", "Hinbarra" [4]